# PowerBook Duo

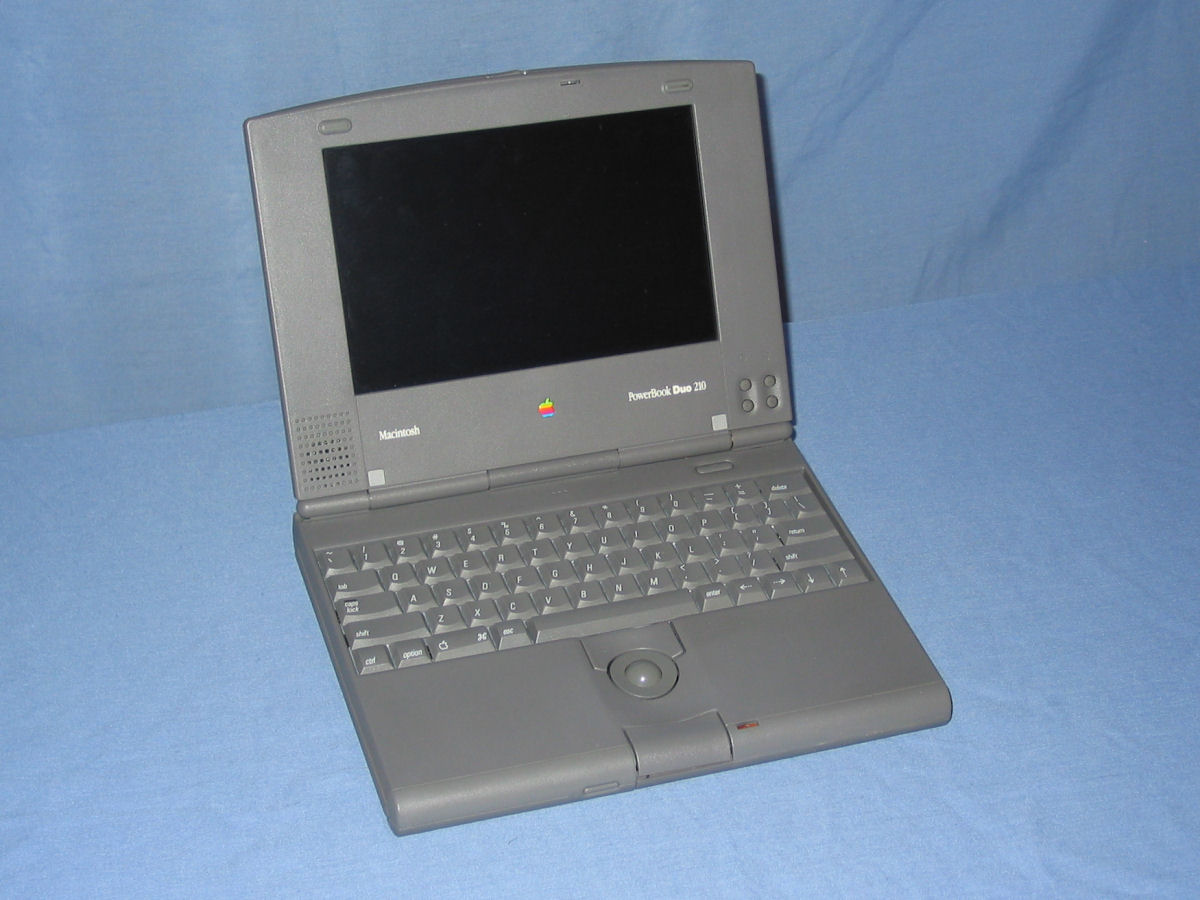
PowerBook Duo 210

A PowerBook Duo számítógép-sorozatot az Apple Computer fejlesztette, gyártotta és forgalmazta 1992-től 1997-ig. A PowerBook Duo gépek szubnotebookok voltak, azaz kisebbek, mint a szokásos méretű notebookok. A Duo sorozattal az Apple javítani kívánta a hordozhatóságot: kisebb súly, hosszabb üzemidő. A Duo hét különböző modellben jelent meg: Duo 210, 230, 250, 270c, 280, 280c és 2300c, a felsorolás megfelel a bemutatási sorrendnek is.

## Története
1,9 kilogrammos súlyával és méretével – magasság 3,56 cm, szélesség 27,69 cm és mélység 21,59 cm – az Apple valaha gyártott egyik legkisebb hordozható gépei voltak a Duok. Csak a MacBook Air, a 13 hüvelykes (330 mm) Retina MacBook Pro és a 12 hüvelykes (300 mm) Retina MacBook súlya volt kevesebb, bár ezek a gépek szélesebbek és mélyebbek voltak, viszont jóval vékonyabbak.

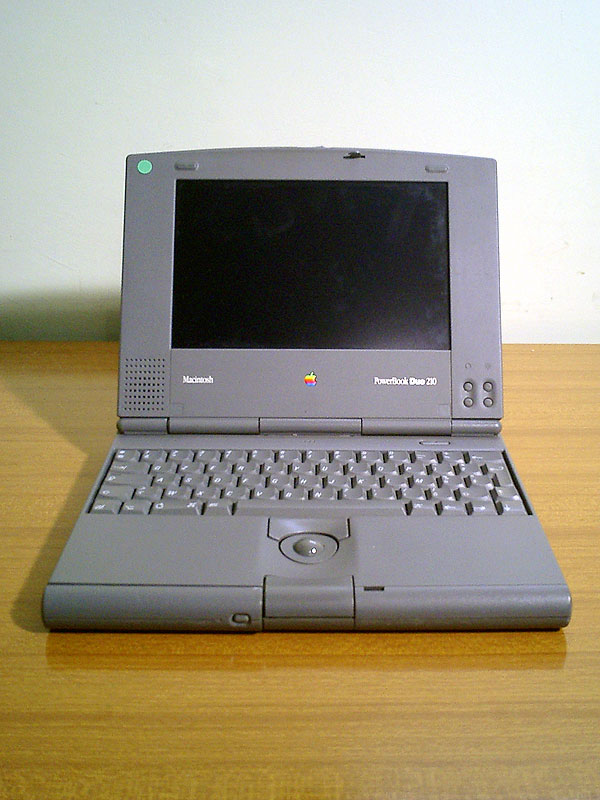
PowerBook Dou 230

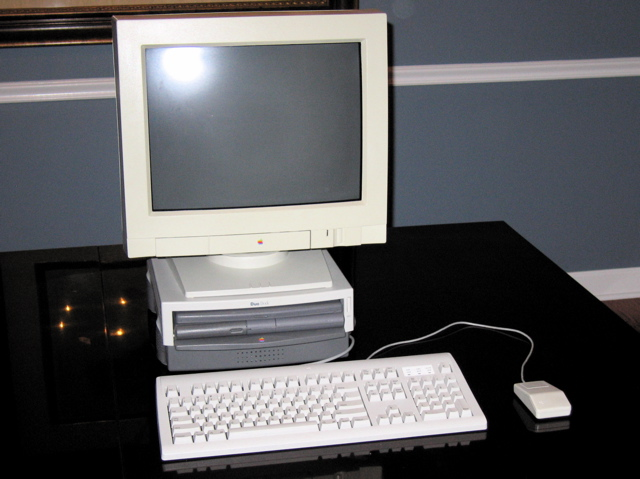
Teljesen a Duo Dock II-be tolt PowerBook Duo külső CRT-kijelzővel, billentyűzettel és egérrel

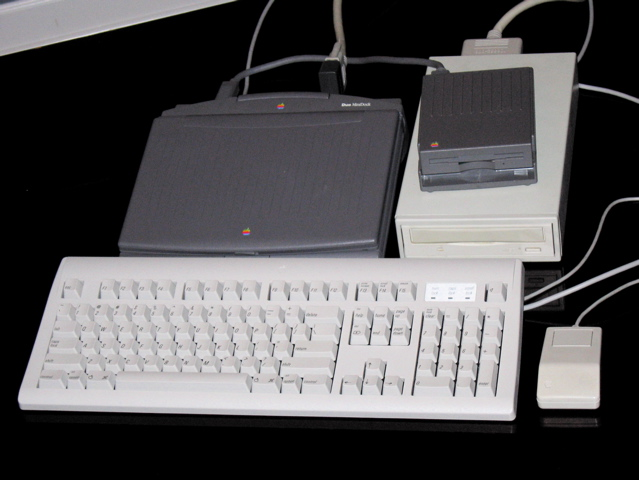
PowerBook Duo MiniDockkal (a Duo hátoldalához csatlakozik, szinte egybeolvad a Duóval), és a MiniDockhoz csatlakoztatott egér, billentyűzet, CD–olvasó (bézs) és 1,44-es floppy-drájv (a CD-olvasóra helyezve)

A PowerBook Duo sorozatot a PowerBook 2400c váltotta fel, amely valamivel nagyobb volt, mint a Duók, de így is az ötödik legkisebb a 12 hüvelykes PowerBook G4 mögött.
A PowerBook Duókból hiányzott a legtöbb általános port, csak egy belső nyomtató/modem soros porttal és egy opcionális fax/modemkártya-porttal rendelkezett. Helyükre a dokkoló képesség került, amelyet egy egyedi, 156 tűs Processor Direct Slot (PDS) révén valósítottak meg, így a dokkok teljes hozzáférést biztosítanak a Duo központi feldolgozó egységéhez (CPU) és adatbuszaihoz. A hordozható Duo gépet be kellett csúsztatni a Dockba, amely a becsukott gépet félig elnyelte. Ilyenkor a Dockhoz csatlakoztatott billentyűzettel és egérrel volt használható a PowerBook Duo. Később a MiniDock és a MicroDock már esztétikusabb látványt nyújtott, és önmagában is hordozható volt ellentétben a Dock verziókkal. Az Apple – Apple Duo Dock (1992), Duo Dock II (1994), Duo Dock Plus (1995), MiniDock (1992) és MicroDock – és más gyártók számos dokkoló lehetőséget kínáltak. A dokkolókról lentebb olvashat.
1993. május 19-én Steve Wozniak, az Apple egyik alapítója, személyesen adott át egy PowerBook Duo-t Lech Wałęsának, a Solidarność volt vezetőjének, Lengyelország volt elnökének.

## Jellemzők
A Duo termékcsalád ultrahordozható kialakítást kínált, amely könnyű és funkcionális volt utazáshoz, valamint egyedi dokkolócsatlakozóján át volt bővíthető. Azonban bizonyos kompromisszumok születtek a hordozhatóság ezen szintjének elérése érdekében. A Duo sorozat billentyűzete a normál billentyűzet 88%-kal zsugorított változata volt, ezért sok kritikát kapott, hogy nehéz rajta gépelni. Hasonlóképpen, a hanyattegér mérete még a PowerBook 100-hoz képest is lecsökkent. Az egyetlen használható port, amely a Duo alapfelszereltsége volt, egy kettős nyomtató/modem RS-422 soros port volt.
Egy belső hely volt csak, ezt a 14.4 Express Modem foglalta el, de nem volt beépített Ethernet csatlakozó. Ez a kissé korlátozott konfiguráció azt jelentette, hogy  további kiegészítők vásárlása nélkül csak egy viszonylag lassú AppleTalk kapcsolaton keresztül lehetett adatokat mozgatni a laptopba vagy onnan ki, ami merevlemez-problémák esetén nem volt praktikus. E korlátozások kompenzálására a kezdeti Duo RAM-ja akár 24 MB-ig volt bővíthető, a merevlemeze pedig 80 MB kapacitású volt.
Bemutatásakor a Duo passzív mátrix kijelzővel készült ellentétben a PowerBook 170 és 180 éles képet adó, aktív mátrix kijelzőivel, ez utóbbiak kelendőbbek voltak. A következő évben az Apple lecserélte a Duo modelleket aktív mátrix kijelzősre és színes aktív mátrix kijelzősre is, utóbbi vált a PowerBook sorozat de facto szabványává. A megfelelő Duo modellek könnyen megkülönböztethetők megjelenítési módjuk és processzoruk alapján. Az összes többi tulajdonságuk azonos.
A PowerBook Duo 2300c volt az utolsó Apple-termék, amely a Hófehérke formanyelv nyomait hordozta, amelyet az Apple 1990 óta fokozatosan elhagyott. Az eredeti PowerBook 140  dizájn javításaira támaszkodva a Duo sorozat a modell számos stílusjegyét folytatja. A Hófehérke jellemzői mellett a Duo egy lépéssel továbbviszi a 100-as sugarú íveket a kijelző tetején, elülső részén és oldalain, és ez erősen tükröződik a különböző dokkolókban is.

## Specifikációk
A 200-as sorozatú Duókat Motorola 68030 vagy 68LC040 processzorok hajtották, 25–33 MHz-es tartományban. Amikor az Apple 1994-ben bemutatta következő generációs PowerPC processzorait, több mint egy évbe telt, mire az első PowerPC-s Duo (PowerBook Duo 2300c) debütált. Az eredeti PowerPC 601, az eredeti 68040-hez hasonlóan, túl sok hőt termelt és túl sok energiát fogyasztott ahhoz, hogy az Apple bármilyen laptopban használhassa, de 1995 végére kifejlesztették a hatékonyabb PowerPC 603-et, amely a Duo 2300c és teljes méretű társa, a PowerBook 5300 sorozatban debütált. A PowerPC 603e-t 64 bites buszhoz tervezték, de az Apple megoldotta, hogy egy régebbi, 32 bites buszon fusson a Duo dokkolóval való kompatibilitás fenntartása érdekében. Ez gyenge rendszer- és videoteljesítményhez vezetett.

### Technikai adatok táblázatban
A táblázat nem tartalmazza az összes műszaki paramétert. Az egyes modelleknél a bemutatáskor érvényes adatokat soroljuk fel, a későbbi frissítéseket nem. Az adatok az Apple adatlapjáról származnak, a hiányzó adatok – egyes gépeknél a kivezetés időpontja, az összes kijelző adat, üzemóra adat... – a Mactracker alkalmazásból valók.
| Gép nevebemutatva kivezetve                                     | Méretmagasság szélesség mélység súly | Processzorprocesszor órajel, mag L1 és L2 cache PMMU FPU                  | Háttértármerevlemezkülső adathordozó | Eredeti operációs rendszer | Memóriaalap max. @sebességhely                                     | Kijelzőfizikai méret, legjobb felbontás                                                                                        | Tápmax. teljesítmény, akkumulátoros üzemidő (becslés) | Csatlakozók   |
| --------------------------------------------------------------- | ------------------------------------ | ------------------------------------------------------------------------- | ------------------------------------ | -------------------------- | ------------------------------------------------------------------ | --- | ----------------------------------------------------- | ------------- |
| PowerBook Duo 2101992 okt. 19. 1993. okt. 21.                   | 3,56 mm 27,69 mm 21,59 mm 1,89 kg    | Motorola 68030 @25 MHz L1:0.5K PMMU: integrálva FPU: Dockban (opcionális) | HD: 80MB (SCSI)                      | System 7.1 ROM: 1MB        | Alaplapon: 4 MB @70ns max: 4 MB – 24 MBegy hely: 4-20 MB-os modul  | Alaplapon: 9" Film SuperTwist Nematic (FSTN) (Passive Matrix) LCD 640 x 400 képpont                                            | Max: 25W, 1,04A 45,32 Wh, óra                         | * nyomtató: 1 |
| PowerBook Duo 2301992 okt. 19. 1994. júl. 18.                   | 3,56 mm 27,69 mm 21,59 mm 1,89 kg    | Motorola 68030 @33 MHz L1:0.5K PMMU: integrálva FPU: Dockban (opcionális) | HD: 80-160MB (SCSI)                  | System 7.1 ROM: 1MB        | Alaplapon: 4 MB @70ns max: 4 MB – 24 MBegy hely: 4-20 MB-os modul  | Alaplapon: 9" Film SuperTwist Nematic (FSTN) (Passive Matrix) LCD 640 x 400 képpont                                            | Max: 25W, 1,04A 45,32 Wh, óra                         | * nyomtató: 1 |
| PowerBook Duo 2501993 okt. 21. 1994. máj. 1.                    | 3,56 mm 27,69 mm 21,59 mm 1,89 kg    | Motorola 68030 @33 MHz L1:0.5K PMMU: integrálva FPU: Dockban (opcionális) | HD: 200MB (SCSI)                     | System 7.1 ROM: 1MB        | Alaplapon: 4 MB @70ns max: 4 MB – 24 MBegy hely: 4-20 MB-os modul  | Alaplapon: 9" active-matrix 16-level grayscale LCD 640 x 400 képpont                                                           | Max: 25W, 1,04A 45,32 Wh, óra                         | * nyomtató: 1 |
| PowerBook Duo 270c1993 okt. 21. 1994. máj. 1.                   | 3,81 mm 27,69 mm 21,59 mm 2,16 kg    | Motorola 68030 @33 MHz L1:0.5K PMMU: integrálva FPU: 68882                | HD: 240MB (SCSI)                     | System 7.1 ROM: 1MB        | Alaplapon: 4 MB @70ns max: 4 MB – 32 MBegy hely: 4-28 MB-os modul  | Alaplapon: 9" 8-bit thin-film transistor (TFT) LCD 640 x 480 (8 bites szín) vagy 640 x 400 (16 bites szín) képpont             | Max: 25W, 1,04A 45,32 Wh, óra                         | * nyomtató: 1 |
| PowerBook Duo 2801994 máj. 16. 1994. nov. 14.                   | 3,56 mm 27,69 mm 21,59 mm 1,89 kg    | Motorola 68LC040 @66 MHz L1:8K PMMU: integrálva                           | HD: 240MB (SCSI)                     | System 7.1.1 ROM: 1MB      | Alaplapon: 4 MB @70ns max: 4 MB – 40 MBegy hely: 4-36 MB-os modul  | Alaplapon: 9" 4-bit thin-film transistor (TFT) LCD 640 x 400 képpont                                                           | Max: 25W, 1,04A 45,32 Wh, óra                         | * nyomtató: 1 |
| PowerBook Duo 280c1994 máj. 16. 1996. jan. 27.                  | 3,81 mm 27,69 mm 21,59 mm 2,16 kg    | Motorola 68LC040 @66 MHz L1:8K PMMU: integrálva                           | HD: 320MB (SCSI)                     | System 7.1.1 ROM: 1MB      | Alaplapon: 4 MB @70ns max: 4 MB – 40 M Begy hely: 4-36 MB-os modul | Alaplapon: 8.4" 16-bit thin-film transistor (TFT) LCD 640 x 480 (8 bites szín) vagy 640 x 400 (16 bites szín) képpont          | Max: 36W, 1,5A 65,25 Wh, óra                          | * nyomtató: 1 |
| Macintosh PowerBook Duo 2300c/1001995. aug. 28. 1997. febr. 10. | 3,81 mm 27,69 mm 21,59 mm 2,16 kg    | PowerPC 603e @100 MHz L1:32K PMMU: integrálva FPU: integrálva             | HD: 750MB-1.1GB (SCSI & IDE)         | System 7.5.2 ROM: 4MB      | Alaplapon: 8 MB @70ns max: 8 MB – 56 MBegy hely: 4-48 MB-os modul  | Alaplapon: 9.5" thin-film transistor (TFT) (Active Matrix) LCD 640 x 480 (8 bites szín) vagy 640 x 400 (16 bites szín) képpont | Max: 36W, 1,5A 65,25 Wh, óra                          | * nyomtató: 1 |

## PowerBook számítógépek az időben
| PowerBook és iBook számítógépek idővonalon |
| --- |
| A grafikon adatai utoljára 2023. december 19-én frissültek. A szín sötétebb változata az egymást követő gépek megkülönböztetését szolgálja. A színek kezdete a bemutató időpontja, a forgalmazás több esetben is hónapokkal később kezdődött. Megeshet, hogy egy csík végét kitakarja egy másik csík eleje. Előfordul, hogy a gyártás befejezését követően még egy ideig forgalomban marad a Mac adott verziója. Az adatok forrása a Jegyzetekben található. |

## PowerBook Duo a filmekben
- Angela Bennett (Sandra Bullock) rendszerelemző PowerBook Duo 280c-t és PowerBook 540c-t használ A hálózat csapdájában (1995) című filmben.
- A Home Improvement című tévés sitcomban a 6. évad ötödik epizódjában (131. epizód: Al videója) Jill új számítógépe egy Powerbook Duo.
- Amy Barnes geológus és szeizmológus (Anne Heche) PowerBook Duo 280c segítségével számítja ki a Tűzhányó (1997) című filmben a város utcái alatt folyó láva sebességét.
- Az Amikor a farok csóválja… (1997) című filmben az elnök csapattagjai, köztük Anne Heche és Dustin Hoffman PowerBook Duo 280c-t használnak.
- A NewsRadio (1994–1999) tévés sitcomban Dave Nelson (Dave Foley) szinte kizárólag PowerBook Duót használt az első négy évadban, az egyetlen kivételt az első néhány epizód, amelyekben PowerBook 100-as sorozat gépeit használt. A negyedik évadban (1997-től) a PowerBook Duo–t Lisa Miller (Maura Tierney) és időnként más karakterek is használták. Az ötödik évadban (1998-tól) a show összes számítógépét PowerBook G3-ra és egy első generációs iMacre cserélték.
- A Hackers (1995) című filmben Kate Libby (Angelina Jolie) egy PowerBook Duo 280c-t használ, amelyet PB2300c-vé bővítettek. A filmben elhangzik, hogy így a gép „28,8 bps modem sebességre képes“, de PB2300c-t soha nem gyártották  28,8 bps modemmel, bár terv volt rá. A karakter azt állítja, hogy számítógépben „P6 chip“ van, ezért a nézők azt hitték, hogy az Intel Pentium Pro processzor van a PowerBookban, de valójában egy PowerPC 603e volt a 2300-as alaplapon, amit az Apple marketingcélokból „P6“ chipként hirdetett.
- Nathaniel Serling alezredes (Denzel Washington) a Courage Under Fire (1996) című filmben levelet ír Powerbook Duo 250 számítógépen.

## PowerBook Duo Dockok

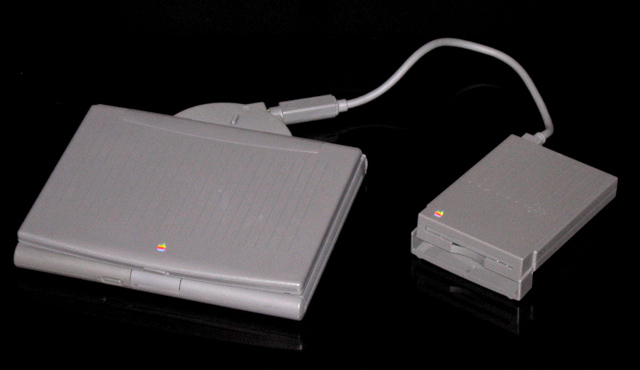
Hivatalos nevén a Macintosh PowerBook Duo Floppy Adapter látható a PowerBook Duo hátlapjához csatlakoztatva, az eszközt MicroDock-nak nevezték a felhasználók

A PowerBook Duókból hiányzott a legtöbb általános port, csak egy belső nyomtató/modem soros porttal és egy opcionális fax/modemkártya-porttal rendelkezett. Helyükre a dokkoló képesség került, amelyet egy egyedi, 156 tűs Processor Direct Slot (PDS) révén valósítottak meg, így a dokkok teljes hozzáférést biztosítanak a Duo központi feldolgozó egységéhez (CPU) és adatbuszaihoz. Kezdetben hordozható Duo gépet be kellett csúsztatni a Dockba, amely a becsukott gépet félig elnyelte. Ilyenkor a Dokckhoz csatlakoztatott billentyűzettel és egérrel volt használható a PowerBook Duo. Később a MiniDock és a MicroDock már esztétikusabb látványt nyújtott, és önmagában is hordozható volt ellentétben a Dock verziókkal. Az Apple – Apple Duo Dock (1992), Duo Dock II (1994), Duo Dock Plus (1995), MiniDock (1992) MicroDock – és más gyártók számos dokkoló lehetőséget kínáltak. A PowerBook Dockhoz való csatlakoztatását "dokkolásnak", "bedokkolásnak" hívták.

### A Duo Dock, a Duo Dock II és a Duo Dock Plus
A Duo Dock volt a PowerBook Duo első, legnagyobb és legdrágább dokkolója. A Duo Dock-ot a PowerBook Duo 210 és 230 gépekkel egyszerre mutatta be az Apple 1992. október 19-én A Duo Dock a PowerBook Duót egy teljes méretű, váltóáramú, teljesen működőképes asztali számítógéppé változtatta, minden szabványos porttal (ADB, DB-15, SCSI, mikrofon, nyomtató, modem, hangszóró...) Az asztali számítógépekhez hasonlóan a dokkolóhoz (DB-15 porton át) csatlakoztatható volt egy nagy felbontású CRT-kijelző, amit akár a Dock tetejére is lehetett helyezni. A Duo Dock része volt egy hajlékonylemez-meghajtó, két NuBus bővítőhely, egy opcionális lebegőpontos egység (FPU), egy VRAM (videó-memória) bővítőhely a több színhez és/vagy nagyobb felbontáshoz és helyet egy második merevlemez számára.
Az eredeti Duo Dock-ot 1994. május 16-án a Duo Dock II váltotta fel, amely AAUI-hálózatot és kompatibilitást kínált az újabb színes képernyős PowerBook Duókhoz.
A Dock II-t 1995. május 15-én követte a Duo Dock Plus, amely megegyezett a Duo Dock II-vel, de hiányzott belőle az FPU és a 2-es szintű gyorsítótár – ezek nem  voltakkompatibilisek a 68LC040 processzoros PowerBook Duo 280-nal és a PowerPC processzoros PowerBook Duo 2300c-vel. Amíg a laptop a dockban volt, a saját LCD-kijelzője nyilvánvalóan nem volt nyitható, de NuBus videokártyák használatával akár három monitor meghajtására is képesek voltak a bedokkolt PowerBookok.
Az öregedő Duo dokkolóknál a dokkoló mechanizmust meghajtó kondenzátorok gyakran meghibásodtak, ezt a köznyelv „The Duo Dock Tick of Death“-nek (kb. A Duo Dock halál kattanása) hívta.

### MiniDock (M7780) (1992)
A MiniDock már nem szippantotta félig magába a gépet, a gép hátuljához csatlakozott, maga a csatlakozó is könnyen hordozható volt. Ez a típusú dokkoló lehetővé tette a Duo saját akkumulátorának és LCD-jének használatát is, a gép kinyitható maradt dokkolt állapotban is. Külső gyártók a Mini Dockhoz számos speciális egyedi opciót adtak, beleértve az Ethernet-kapcsolatot, az NTSC és a PAL videoportokat. Az egyetlen jelentős különbség a MiniDock és a teljes asztali konfiguráció között a PDS vagy NuBus bővítőhelyek hiánya volt, de külső gyártók erre is kínáltak hardver megoldásokat.

### MicroDock
A MicroDock – hivatalos nevén: Macintosh PowerBook Duo Floppy Adapter – könnyű hordozható dokkolóeszköz, amelyet az Apple Computer fejlesztett ki, és 1992. október 19-én mutatott be a PowerBook Duo 210 és 230 számítógépekkel. A MicroDock sokkal kisebb volt, mint a többi dock, egy vaskosabb csatlakozó volt inkább, amelyet bármelyik PowerBook hátoldalába lehetett illeszteni. Motoros kiadás vagy kiadó kar helyett egy kis gombbal lehetett kioldani. A MicroDock egy Apple Desktop Bus (ADB) port és egy HDI-20 portot kínált, ez utóbbit a külső hajlékonylemez-meghajtó csatlakoztatásához – innen az eszköz hivatalos neve. A kódneve Blackwatch volt. A Newer Technology kiadta a MicroDock saját változatait Ethernettel, HDI-30 SCSI-vel vagy 8 bites színes videokimenettel a HDI-20 floppy port helyett.

### Technikai adatok táblázatban
A táblázat nem tartalmazza az összes műszaki paramétert.
| Dock nevebemutatva kivezetve                                                       | Méretmagasság szélesség mélység súly | L2 cache FPU NuBus         | Tár                         | Megjelenítés                         | Csatlakozók |
| ---------------------------------------------------------------------------------- | ------------------------------------ | -------------------------- | --------------------------- | ------------------------------------ | --- |
| Macintosh Duo Dock1992. október 19. 1995. július 15.                               | 12,19 mm 31,24 mm 41,40 mm 5,94 kg   | nincs opc. 68882 két Nubus | FDD: 1,44 MB opc. 230 MB HD | 512 kB vagy 1 MB VRAM max. 1280x1024 | * ADB: 1 * nyomtató: 1 * modem: 1 * hang: van * videó: 1 mini-15 * SCSI: 1 HDI-30 * mikrofon: Omni                       |
| Macintosh Duo Dock II1994. május 16. 1995. május 25.                               | 12,95 mm 31,24 mm 41,40 mm 6,112 kg  | 32 kB opc. 68882 két Nubus | FDD: 1,44 MB                | 512 kB vagy 1 MB VRAM max. 1280x1024 | * ADB: 1 * nyomtató: 1 * modem: 1 * hang: van * videó: 1 mini-15 * SCSI: 1 HDI-30 * mikrofon: Omni                       |
| Macintosh Duo Dock Plus1995. május 15. 1995. július                                | 12,95 mm 31,24 mm 41,40 mm 6,12 kg   | ninccs nincs két Nubus     | FDD: 1,44 MB                | 1 MB VRAM max. 1280x1024             | * ADB: 1 * Ethernet: 1 AAUI-15 * nyomtató: 1 * modem: 1 * hang: van * videó: 1 mini-15 * SCSI: 1 HDI-30 * mikrofon: Omni |
| Macintosh Duo MiniDock1992. október 19. 1995. augusztus 5.                         | 5,33 mm 26,92 mm 8,13 mm 0,54 kg     | nincs                      | nincs                       | 512 kB VRAM max. 1280x1024           | * ADB: 1 * nyomtató: 1 * modem: 1 * hang: van * videó: 1 mini-15 * SCSI: 1 HDI-30 * mikrofon: Omni                       |
| Macintosh PowerBook Duo Floppy Adapter MicroDock1992. október 19. 1997. február 1. | nincs adat                           | nincs                      | nincs                       | nincs                                | * ADB: 1 * HDI-20 |